# How many いい顔
『How many いい顔』（ハウメニーいいかお）は、1980年7月21日に発売された郷ひろみ35作目のシングル。なおhow manyは通常疑問文に使われる熟語であるが、本作ではタイトルにクエスチョンマークはついていない。

## 解説
「カネボウ」1980年秋のキャンペーン・ソング。
ジャケット写真の撮影は田村仁が担当した。

## 収録曲
全曲　作曲:網倉一也／編曲:萩田光雄
1. How many いい顔 (3分03秒)
  - 作詞:阿木燿子
2. Trick (3分36秒)
  - 作詞:網倉一也

## カバー
How many いい顔
- レスリー・チャン（1983年、広東語詞『恋愛交叉』でアルバム『一片癡』に収録）
- CAN（캔）（2002年、『Icy Woman』でアルバム『Vacation』7曲目に収録）。